# Vernagt
Vernagt (italienisch Vernago) ist eine Ortschaft der Gemeinde Schnals im Schnalstal in Südtirol (Italien). Der Ort liegt direkt am Ufer des in den 1950er/1960er Jahren auf 1689 m Höhe errichteten Vernagt-Stausees in den Ötztaler Alpen. Während der Aufstauung versanken acht Höfe der Ortschaft ebenso wie das „Leiter-Kirchlein“, dessen Turmspitze im Frühjahr bei niedrigem Wasserstand aus dem See ragt. Die heute bestehende Kirche am Seeufer wurde 1997 erbaut.
Am Westrand des Ortes befindet sich die Talstation der Materialseilbahn zur am Niederjoch gelegenen Similaunhütte, am Ostrand fließt der Vernagtbach (italienisch Rio di Vernago) vorbei, der unterhalb der Staumauer in den Schnalser Bach mündet. Knapp oberhalb des Ortskerns, am Ausgang des zum Alpenhauptkamm hinaufführenden Tisentals, liegt der denkmalgeschützte Tisenhof.
Über den Panorama-Wanderweg Nr. 13 kann man in zwei Stunden die südwestlich über dem Stausee liegende Bergl-Alm erreichen.